# Marnix Sandra
Marnix Sandra (Kortrijk, 1952. szeptember 16. –) belga nemzetközi labdarúgó-játékvezető. Polgári foglalkozása köztisztviselő.

## Pályafutása

### Nemzeti kupamérkőzések
Vezetett Kupa-döntők száma: 1.

#### Belga Kupa
| Időpont         | Helyszín                           | Mérkőzés típusa | Mérkőzés                       | Eredmény | Nézők száma |
| --------------- | ---------------------------------- | --------------- | ------------------------------ | -------- | ----------- |
| 1997. június 1. | Koning Boudewijn Stadion, Brüsszel | döntő           | Germinal Ekeren–RSC Anderlecht | 4 : 2    | 21 000      |

### Nemzetközi játékvezetés
A Belga labdarúgó-szövetség Játékvezető Bizottsága (JB) 1991-ben terjesztette fel nemzetközi játékvezetőnek, a Nemzetközi Labdarúgó-szövetség (FIFA) bíróinak keretébe. Több nemzetek közötti válogatott és klubmérkőzést vezetett. A belga nemzetközi játékvezetők rangsorában, a világbajnokság-Európa-bajnokság sorrendjében többedmagával a 22. helyet foglalja el 3 találkozó szolgálatával. Az aktív nemzetközi játékvezetéstől 1998-ban búcsúzott.
Válogatott mérkőzéseinek száma: 5.

#### Világbajnokság
A világbajnoki döntőhöz vezető úton Egyesült Államokba a XV., az 1994-es labdarúgó-világbajnokságra és Franciaországba a XVI., az 1998-as labdarúgó-világbajnokságra a FIFA JB bíróként alkalmazta.

##### 1994-es labdarúgó-világbajnokság
| Időpont             | Helyszín                      | Mérkőzés típusa           | Mérkőzés               | Eredmény | Nézők száma |
| ------------------- | ----------------------------- | ------------------------- | ---------------------- | -------- | ----------- |
| 1992. szeptember 9. | Windsor Park Stadion, Belfast | előselejtező (3. csoport) | Észak-Írország–Albánia | 3 : 0    | 4 756       |

##### 1998-as labdarúgó-világbajnokság
| Időpont          | Helyszín                  | Mérkőzés típusa           | Mérkőzés        | Eredmény | Nézők száma |
| ---------------- | ------------------------- | ------------------------- | --------------- | -------- | ----------- |
| 1996. október 5. | Žalgiris Stadion, Vilnius | előselejtező (8. csoport) | Litvánia–Izland | 2 : 0    | 8 000       |

#### Európa-bajnokság
Az európai-labdarúgó torna döntőjéhez vezető úton Angliába a X., az 1996-os labdarúgó-Európa-bajnokságra az UEFA JB játékvezetőként foglalkoztatta.
| Időpont             | Helyszín                    | Mérkőzés típusa           | Mérkőzés         | Eredmény | Nézők száma |
| ------------------- | --------------------------- | ------------------------- | ---------------- | -------- | ----------- |
| 1995. szeptember 6. | Všešportovný Stadion, Kassa | előselejtező (1. csoport) | Szlovákia–Izrael | 1 : 0    | 7 810       |

#### Nemzetközi kupamérkőzések

##### Kupagyőztesek Európa-kupája
| Időpont           | Helyszín              | Mérkőzés típusa        | Mérkőzés                 | Eredmény |
| ----------------- | --------------------- | ---------------------- | ------------------------ | -------- |
| 1994. október 20. | Dragão Stadion, Porto | selejtező (3. forduló) | FC Porto–Ferencvárosi TC | 6 : 0    |